# Vasile Ionescu-Varo

Basorelief, regele Ferdinand I al României, sculptor Vasile Ionescu-Varo, Bronz, circa 1917, Muzeul Militar Național "Ferdinand I"

Vasile Ionescu-Varo (n. 1887, București – d. 1966) a fost un sculptor român.

## Opera
- Monumentul eroilor din 1916-1918, București, Str. Silvestru 34 -36, dezvelit în 1923. Monumentul constă dintr-un grup statuar din bronz, înalt de 2,20 m, compus din două personaje: o femeie în costum național, simbolizând patria, care ține în mâna stângă un drapel, iar cel de al doilea personaj este un ostaș rănit. Statuia se află pe un piedestal octogonal, din beton armat, acoperit cu plăci de piatră. Pe laturile fațadei principale sunt amplasate urne de bronz. În spatele piedestalului este montată o placă din bronz, care redă o scenă de luptă din primul război mondial. Este înscris în Lista Monumentelor istorice cu cod LMI B-III-m-B-20053.[2]
- Monumentul eroilor cavaleriști din Primul Război Mondial, inaugurat în 1924 pe dealul Coșna, din Pasul Oituz. Are forma unui obelisc din piatră, înalt de 5 m, așezat pe un postament din ciment și blocuri de piatră. Obeliscul are la bază 3 lucrări în bronz: un cavalerist în poziție de atac, un cal și un scut heraldic cu stema României. În partea superioară se află un vultur din bronz. O inscripție dăltuită în marmură menționează: „În amintirea eroilor din Divizia 1 Cavalerie, Regimentelor 1, 4, 5, 9, 10 Roșiori, 3 Călărași și 1 Cavalerie pe jos, compania 1 și compania 2 cicliști. Divizionul artilerie călăreață. Brigada II-a Călărași, Reg. 7 si 9 Călărași căzuți în timpul războiului pentru întregirea neamului 1916-1918”. În prezent această placă memorială nu se mai află pe monument. Este înscris în Lista Monumentelor Istorice, cod LMI BC-IV-m-A-00935.[3] Pentru realizarera acestui monument, sculptorul a fost în 1931 decorat de către Regele  Carol al II-lea al României cu Ordinul Meritul Cultural[4]
- Monumentul Regelui Ferdinand I executat în anul 1926 și așezat în piața Regina Maria din Orăștie, fiind păzit de două tunuri dăruite de corpul VII armată Sibiu. În prezent monumentul nu mai există.[5]
- Monumentul Ecaterina Teodoroiu din Brăila, dezvelit în 1928, se compune din sculptura ronde-bosse din bronz turnat și patinat montată pe un soclu din zidărie și ciment. Pe soclu, la bază, este încastrată o placă de bronz cu inscripția: Sublocotenent / erou / ECATERINA  / TEODOROIU / căzută în luptele de la / Mărășesti august 1917. Din 1974, monumentul se află amplasat în fața Liceului "Gh. Munteanu Murgoci". Este înscris în Lista Monumentelor Istorice cu cod LMI BR-III-m-B-02143.[6]
- Bustul prof. dr. Emanoil C. Teodorescu, expus în Grădina Botanică din București. Este înscris în Lista Monumentelor Istorice cu cod LMI B-III-m-B-19976.[7]
- Apostolii Basarabeni, monument ridicat în memoria eroilor naționali Simeon Murafa, Alexei Mateevici și Andrei Hodorogea, la inițiativa Societății „Mormintele Eroilor Căzuți în Război”, după proiectul sculptorului Ionescu-Varo, la 29 septembrie 1923 (după alte surse 1933), în grădina Catedralei din Chișinău. Monumentul fusese confecționat dintr-o placă de piatră, așezată în poziție verticală, în care erau îngropate chipurile în basorelief de bronz ale elor trei eroi, având dedesubt, săpată în piatră, inscripția: „Simeon Murafa, născut la 24 mai 1887, mort la 20 august 1917; Pr. Alexei Mateevici, născut la 16 martie 1888, mort la 13 august 1917; Andrei Hodorogea, născut octombrie 1878, mort la 20 august 1917”. Pe piedestal, în fața basoreliefurilor, era așezată figura de bronz al unui vultur. Mai jos era amplasată inscripția: „Apostolii Basarabeni, Martiri ai Sfintei Cauze Naționale”. În partea superioară, monumentul înalt de 3m era încununat cu Stema României, amplasată între două ramuri, una de stejar și alta de laur, toate executate în bronz. Baza monumentului avea dimensiunile 4,35/1,92 m iar panoul de piatră avea dimensiunile de 2,75/3,00/0,60 m. În urma anexării Basarabiei la Uniunea Sovietică, în 1940, basoreliefurile în bronz ale lui Murafa și Mateevici din Chișinău, au fost recuperate și repartizate Muzeului de Artă Națională „Carol I” din București, iar restul monumentului a fost distrus de sovietici.[8][9][10]
- Medalioane cu chipurile lui Titu Maiorescu și Bogdan Petriceicu Hasdeu pe fațada edificiului Bibliotecii Universitare "M. Eminescu" din Iași.[11]